# François Suchanecki
François Suchanecki, född den 23 december 1949, är en schweizisk fäktare som tog OS-brons i herrarnas lagtävling i värja i samband med de olympiska fäktningstävlingarna 1976 i Montréal.